# 上甲誠
上甲 誠（じょうこう まこと、1973年（昭和48年）1月29日 - ）は日本の政治家。大阪府阪南市長（1期）。
元阪南市議会議員（4期）。

## 経歴
大阪府阪南市出身。阪南市立あたご幼稚園、阪南市立舞小学校、阪南市立貝掛中学校、大阪府立和泉高等学校を経て、近畿大学理工学部建築学科（現 建築学部）を卒業。卒業後は一級建築士の資格を取得し、阪南市内で上甲建築設計事務所を設立する。
2012年阪南市議会議員補欠選挙に立候補し、初当選。2013年に2回目の当選。2017年に3回目の当選。2021年に4回目の当選を果たした。この間、阪南市議会副議長や議長などを務めた。
2024年の阪南市長選挙に立候補し、現職で大阪維新の会公認の水野謙二と元府議ら3人を破り、初当選を果たした。